# Ophyiulus targionii
Ophyiulus targionii är en mångfotingart som beskrevs av Filippo Silvestri 1897. Ophyiulus targionii ingår i släktet Ophyiulus och familjen kejsardubbelfotingar. Inga underarter finns listade i Catalogue of Life.